# ألبرت روكاس
ألبرت روكاس (بالإسبانية: Albert Rocas) مواليد 16 يونيو 1982 في بالافروغي، جرندة، هو لاعب كرة يد إسباني يلعب كجناح أيمن. يلعب حاليا مع نادي لوغرونيو لكرة اليد ويحمل الرقم 22. مثل منتخب إسبانيا لكرة اليد. شارك في دورة الألعاب الأولمبية الصيفية سنة 2008. حقق المركز الأول في بطولة العالم لكرة اليد للرجال 2005.

## المسيرة الاحترافية
لعب مع نادي جرانوليريس لكرة اليد في الدوري الإسباني من سنة 1997 إلى 2000، ثم انضم إلى نادي بلد الوليد لكرة اليد من سنة 2000 إلى 2003، ثم انضم إلى نادي سان أنطونيو لكرة اليد في الدوري الإسباني من سنة 2003 إلى 2007، ثم انضم إلى نادي برشلونة لكرة اليد من سنة 2007 إلى 2013، ثم انضم إلى نادي لوغرونيو لكرة اليد في الدوري الإسباني في سنة 2014.

## سجل المنافسة
شارك في البطولات التالية:
- بطولة العالم لكرة اليد للرجال 2013
- بطولة العالم لكرة اليد للرجال 2015
- بطولة أوروبا لكرة اليد للرجال 2012
- بطولة أوروبا لكرة اليد للرجال 2014
- الألعاب الأولمبية الصيفية 2012

## الميداليات
| الميدالية | المسابقة                           |
| --------- | ---------------------------------- |
| برونزية   | الألعاب الأولمبية الصيفية 2008     |
| ذهبية     | بطولة العالم لكرة اليد للرجال 2005 |
| ذهبية     | بطولة العالم لكرة اليد للرجال 2013 |
| برونزية   | بطولة العالم لكرة اليد للرجال 2011 |
| برونزية   | بطولة أوروبا لكرة اليد للرجال 2014 |
| ذهبية     | ألعاب البحر الأبيض المتوسط 2005    |

## روابط خارجية
- ألبرت روكاس على موقع الاتحاد الأوروبي لكرة اليد (الإنجليزية)
- ألبرت روكاس على موقع اللجنة الأولمبية الدولية (الإنجليزية)
- ألبرت روكاس على موقع أوليمبيديا (الإنجليزية)
- ألبرت روكاس على موقع اللجنة الأولمبية الإسبانية (الإسبانية)